# HC Lev Praga
HC Lev Praga – czeski klub hokejowy z siedzibą w Pradze.

## Historia
HC Lev Praga jest kontynuatorem prawnym klubu HC Lev Poprad, którego siedziba została przeniesiona ze słowackiego miasta Poprad. Występował w lidze Kontinientalnaja Chokkiejnaja Liga w sezonie KHL (2011/2012).
W marcu 2012 w trakcie fazy play-off trwającego sezonu prezes ligi, Aleksandr Miedwiediew poparł ideę, aby od nowego sezonu klub HC Lev Poprad zmienił swoją siedzibę z Popradu do Pragi (przemawiała za tym m.in. większa hala w Pradze oraz wsparcie czeskiego związku hokeja na lodzie). 24 kwietnia 2012 klub pod nową nazwą HC Lev Praga złożył oficjalnie aplikację uczestnictwa w KHL, w tym niezbędne gwarancje finansowe. W zamierzeniu mecze czeskiej drużyny miały być rozgrywane w hali O2 Arena (później okazało się to niemożliwe). W kwietniu 2012 roku prezydent ligi Aleksandr Miedwiediew przyznał, że Lev oraz klub słowacki Slovan Bratysława „definitywnie będą grać” w KHL. W maju 2012 klub rozpoczął podpisywanie kontraktów z zawodnikami, zatrudnienie trenera, podano również do wiadomości nowy herb i barwy klubu, inne od prekursora z Popradu. W czerwcu 2012, pomimo potwierdzenia przedstawienia terminarza meczów, klub Lev nie potwierdził hali, jakiej będzie grać mecze. W tym czasie władze klubu zatrudniły jako menedżera, doświadczonego w tym fachu Łotysza Normundsa Sējējsa i rozpoczęły kompletowanie składu drużyny. Budżet klubu wynosił ok. 19-20 mln euro. W lipcu zdecydowano, że drużyna będzie rozgrywać mecze na obiekcie Tipsport Arena. Jednakże mecze rozgrywane są także w O2 Arena (w październiku 2012 roku pobito w niej ligowy rekord frekwencji - 16 304 widzów).
Po bardzo dobrym początku sezonu, drużyna zajmowała wysokie miejsce w tabeli, jednak w październiku nastąpiła seria porażek, w wyniku których czeski klub spadł na 12. miejsce w Konferencji Zachód KHL. W konsekwencji tego pod koniec miesiąca został zwolnieny szkoleniowiec Josef Jandač. Tymczasowo drużynę prowadził asystent Jiří Kalous, a 6 listopada 2012 roku nowym trenerem został Václav Sýkora. Pod koniec stycznia 2013 roku asystentem przestał był Jiří Kalous, pełniący tę funkcję od początku sezonu.
W rundzie zasadniczej zespół zajął 7. miejsce w Konferencji Zachód, a w 1/8 finału fazy play-off uległ CSKA Moskwa w meczach 0:4 i odpadł z dalszej rywalizacji. Ostatecznie Lev został sklasyfikowany na 15. miejscu w lidze. Po zakończeniu sezonu postanowiono, że trenerem nadal pozostanie Václav Sýkora, zaś z funkcji menedżera generalnego odszedł Normunds Sējējs. Po 14 kolejkach sezonu 2013/2014 zdecydowano, że trener Václav Sýkora zostanie asystentem, a nowym głównym szkoleniowcem został mianowany Fin Kari Jalonen. Drużyna pod jego wodzą dotarła do finału o Puchar Gagarina i uległa zespołowi Mietałłurg Magnitogorsk. Po sezonie odszedł z klubu trener Jalonen, który wcześnie podpisał umowę na prowadzenie reprezentacji Finlandii.
1 lipca 2014 władze klubu poinformowały, że Lev Praga nie wystartuje w sezonie KHL (2014/2015) z uwagi na problemy z finansowaniem.

## Osiągnięcia
- Finał KHL o Puchar Gagarina: 2014

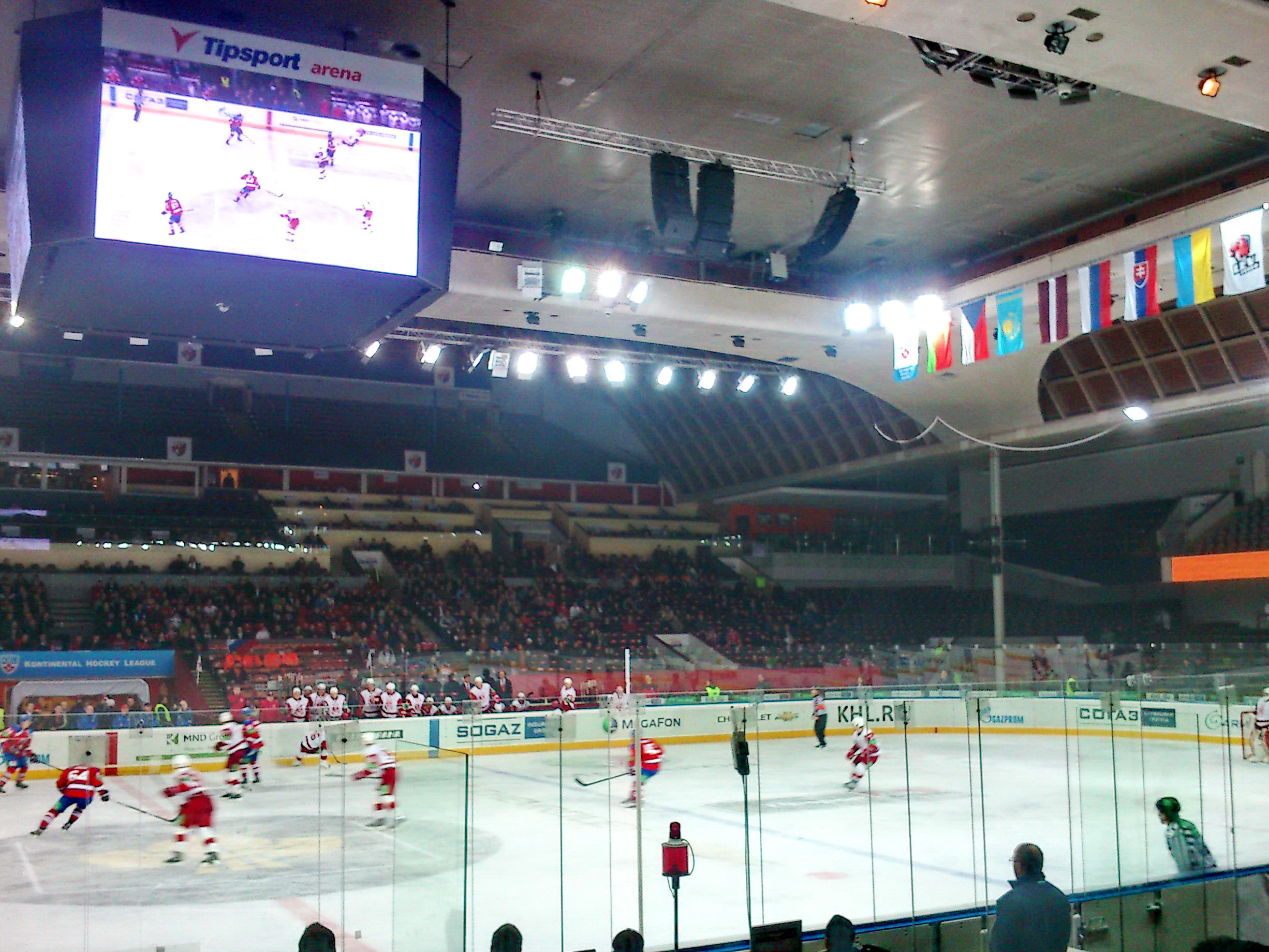
Tipsport Arena podczas meczu Lev - Witiaź Czechow (2013)

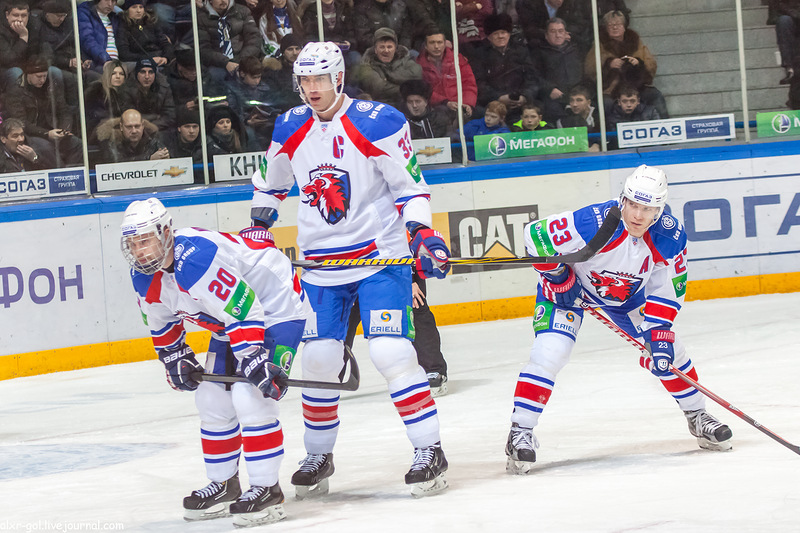
Zawodnicy drużyny Petr Vrána, Zdeno Chára, Ľuboš Bartečko (2012)

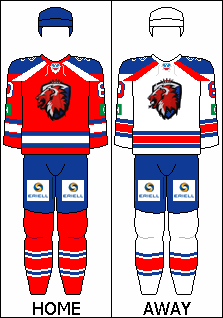
Stroje meczowe drużyny

## Kadra w sezonie2013/2014
| Bramkarze: - Atte Engren - Jan Lukáš - Petri Vehanen Obrońcy: - Marc-André Gragnani - Spencer Humphries - Topi Jaakola - Jakub Krejčík - Mikko Mäenpää - Juraj Mikuš - Jakub Nakládal - Ondřej Němec - Ryan O’Byrne - Nathan Oystrick - Martin Ševc |  | Napastnicy: - Justin Azevedo - Michal Birner - Lukáš Cingel - Niko Kapanen - Jakub Klepiš - Tomáš Kubalík - Jakub Matai - Jiří Novotný – kapitan - Tomáš Rachůnek - Michal Řepík - Calle Ridderwall - Jiří Sekáč - Martin Thörnberg - David Ullström - Petr Vrána - Patrik Zackrisson |